# Tranvia Piacenza-Cremona
La tranvia Piacenza-Cremona era una linea tranviaria interurbana a vapore che collegò le città di Piacenza e Cremona dal 1882 al 1935.

## Storia
Le origini della tranvia risalgono al 1880, quando l'ingegnere britannico Robert Fowler Mackenzie costituì la società The Piacenza Bettola and Cremona Tramway Company Limited (TPBC, nota anche come la "Società Inglese") per la costruzione di due linee tranviarie che si diramavano da Piacenza: una per Bettola ed una per Cremona. Inaugurato nel 1881 il primo tratto della linea di Bettola, la società si adoperò per completare il prima possibile la sua rete inaugurando il 20 febbraio 1882 il tratto fino a Mezzano Chitantolo, frazione di Castelvetro Piacentino situata sulle rive del Po.
Nel 1891, la TBPC ottenne dalla provincia di Cremona la concessione per costruire la parte restante della tranvia: l'anno successivo, alla presenza del Ministro dei Lavori Pubblici Francesco Genala, fu inaugurato il ponte sul Po, il quale fu costruito dalla Società Nazionale Officine di Savigliano, e la linea poté raggiungere la città del Torrazzo.
Tra il 1900 e il 1902, un'altra azienda, la Compagnia dei tramways a vapore della provincia di Piacenza, costruì la Cremona-Lugagnano, che s'immetteva presso il Bivio Cristo della Piacenza-Cremona ed utilizzava il tratto fino alla città cremonese della linea TPBC.
Nel 1908 le attività della società britannica in liquidazione furono rilevate dalla Società Italiana Ferrovie e Tramvie (SIFT), concessionaria delle tranvie Piacenza-Pianello-Nibbiano, Cremona-Lugagnano, Piacenza-Agazzano e Piacenza-Lugagnano.
Nel 1917, dopo la costruzione del raccordo di Ostiano, su richiesta del Regio Esercito venne istituita una tradotta merci che partiva tutti i giorni alle 15 da Piacenza e utilizzando le tranvie Cremona-Ostiano e Ostiano-Brescia raggiungeva i magazzini militari di Idro (BS).
La situazione finanziaria della SIFT, però, nel giro di alcuni anni peggiorò notevolmente a causa della costruzione delle ferrovie Cremona-Borgo San Donnino e Borgo San Donnino-Fornovo: gli ingenti capitali investiti nella realizzazione delle due linee, poi riscattate dallo Stato, portarono la società nel 1921 a fare richiesta di concordato preventivo. Alle difficoltà finanziarie si unì l'insoddisfazione da parte dell'utenza per il servizio: in particolare, sulla Piacenza-Cremona, enti pubblici e privati si lamentavano per i ritardi causati dalla necessità di garantire le coincidenze con la Cremona-Lugagnano al "Bivio Cristo". Si rese quindi necessario l'intervento da parte della provincia di Piacenza, che nel 1928 offrì un contributo alla SIFT per ammodernare le sue tranvie, elettrificandole come nel caso della Piacenza-Cremona, o sostituendole con ferrovie elettriche. Inoltre, si progettò anche la costruzione di una diramazione che collegasse Caorso a San Pietro in Cerro, servendo anche Cortemaggiore.
Dei progetti ferrotranviari di SIFT e provincia fu realizzata solo la ferrovia Piacenza-Bettola. Nel 1931 si sperimentò l'impiego di un'automotrice a benzolo prodotta dalla Romeo di Saronno sulla base del modello IV della Deutsche Werke Kiel (DWK); il progetto fu poi abbandonato per la poca praticità del personale e per le difficoltà che il percorso offriva al rotabile sui sovrappassi di Castelvetro e di Piacenza.
A segnare la fine della Piacenza-Cremona vi furono diverse cause: la crisi economica generale, la progressiva chiusura delle tranvie bresciane e mantovane che ridussero il trasporto su merci cumulativo e, il 28 ottobre 1933, l'apertura della ferrovia Piacenza-Cremona da parte delle Ferrovie dello Stato. Il servizio passeggeri sulla linea cessò il 31 maggio 1934, mentre quello merci fu svolto anche nell'anno successivo. Il decreto di chiusura fu disposto il 24 ottobre dello stesso anno; nel novembre seguente iniziarono i lavori di smantellamento dei binari, ad eccezione del tratto urbano piacentino che fu mantenuto per il servizio sui raccordi industriali presenti.

## Caratteristiche
La linea tranviaria era a binario singolo a scartamento ordinario di 1445 mm. Si sviluppava per 33,528 km, dei quali 0,700 in sede propria. Il raggio di curvatura era di 40 metri, la pendenza massima del 20 per mille. La velocità massima all'interno della città di Piacenza era limitata a 12 km/h, mentre al di fuori della città saliva a 20 km/h.

### Percorso
|  |  | Continuation backward |

|  | Unknown route-map component "uexKBHFa" | Station on track |

|  | Unknown route-map component "uexHST" | Unknown route-map component "LSTR" |

| Unknown route-map component "uexCONTgq" | Unknown route-map component "uexABZgr" | Unknown route-map component "LSTR" |

|  | Unknown route-map component "uexHST" | Unknown route-map component "LSTR" |

|  | Unknown route-map component "uexHST" | Unknown route-map component "LSTR" |

| Unknown route-map component "uexCONTgq" | Unknown route-map component "uexABZgr" | Unknown route-map component "LSTR" |

|  | Unknown route-map component "uexHST" | Unknown route-map component "LSTR" |

| Unknown route-map component "CONTgq" | Unknown route-map component "uxmKRZ" | One way rightward |

| Unknown route-map component "uexBHF" |

| Unknown route-map component "uexBHF" |

| Unknown route-map component "uexBHF" |

| Unknown route-map component "uexBHF" |

| Unknown route-map component "uexBHF" |

| Unknown route-map component "uexhKRZWae" |

| Unknown route-map component "uexBHF" |

| Unknown route-map component "uexBHF" |

| Unknown route-map component "uexBHF" |

| Unknown route-map component "uexHST" |

| Unknown route-map component "uexBHF" |

| Unknown route-map component "uexWBRÜCKE1" |

| Unknown route-map component "uexBHF" |

| Unknown route-map component "uexBHF" |

| Unknown route-map component "uexCONTgq" | Unknown route-map component "uexABZg+r" |  |

| Unknown route-map component "uexBHF" |

| Unknown route-map component "uexBHF" |

| Unknown route-map component "uexHST" |

| Unknown route-map component "CONTgq" | Unknown route-map component "uxmKRZ" | Unknown route-map component "CONTfq" |

| Unknown route-map component "uexBHF" |

| Unknown route-map component "uexBHF" |

| Unknown route-map component "uexhKRZWae" |

| Unknown route-map component "uexHST" |

| Unknown route-map component "uexBHF" |

| Unknown route-map component "uexHST" |

| Unknown route-map component "uexBHF" |

| Unknown route-map component "d" |  | Unknown route-map component "uexABZg+l" | Unknown route-map component "uexABZq+l" | Unknown route-map component "uexdCONTfq" |

|  | Unused straight waterway | Unknown route-map component "uexKBHFe" |

| Unknown route-map component "uexKBHFe" |

| Unknown route-map component "CONTgq" | Station on transverse track | Unknown route-map component "CONTfq" |

Il capolinea piacentino, comune alle tranvie SIFT, sorgeva in Barriera Porta Nuova, nei pressi della stazione ferroviaria. La linea superava il bastione San Lazzaro, dopo il quale si distaccavano le linee per Agazzano, Bettola e Nibbiano, proseguendo per Case San Lazzaro e Molino degli Orti, dove attraversava a livello la ferrovia Milano-Bologna; tra il bastione San Lazzaro e Molini degli Orti la linea correva parallela alla linea 2 delle tranvie elettriche urbane. Lasciata la città, la linea toccava le località di Le Mose, Croce Grossa, Dossi, Roncaglia, Fossadello, Muradolo, Caorso, San Nazzaro d'Ongina, Monticelli d'Ongina. Si arrivava quindi alla stazione del bivio Cristo, da cui si diramava la linea per Lugagnano e per questo motivo dotata di rimessa locomotive ad uso di quest'ultima linea tranviaria. A Castelvetro Piacentino la tranvia dal 1906 attraversava a livello la ferrovia Cremona-Borgo San Donnino, quindi raggiungeva Croce Santo Spirito e Mezzano Chitantolo.
Tra il 1882 e il 1892 per proseguire verso Cremona fu utilizzato un servizio di traghetto; con la costruzione del ponte sul Po la linea proseguiva lungo viale Po all'inizio del quale era posta una fermata. Vi era poi un'altra fermata al termine del viale, prima che la tranvia si immettesse nel piazzale di Porta Po per dirigersi verso via Massarotti, ed un'altra presso Porta Milano nei pressi della quale, nel 1926, fu costruita la stazione capolinea della ferrovia Cremona-Iseo. Da Porta Milano, la tranvia imboccava via Dante per giungere presso la stazione di Cremona Ferrovia, situata nelle vicinzanze della stazione ferroviaria.
Cremona era dotata di altre due tranvie extraurbane, una diretta ad Ostiano e l'altra a Casalmaggiore, le quali si attestavano presso un altro scalo, situato comunque lungo via Dante e nei pressi dell'impianto di Cremona Ferrovia. Il 1º marzo 1899 fu inaugurato il raccordo di via Dante che permetteva il servizio cumulativo di trasporto merci tra le linee della SIFT e quelle della rete tranviaria provinciale di Cremona. Dal punto di vista dei raccordi, la tranvia Piacenza-Cremona era dotata di altri collegamenti con diverse industrie di Piacenza, di Caorso, di Castelvetro Piacentino ("cartiera di Verona") e con la fornace di laterizi "Frazzi" presso Cremona Porta Po. Altri raccordi furono impiantati sulle rive del Po per realizzare le opere di difesa fluviale.

## Materiale rotabile
Sulla tranvia prestarono servizio locomotive a vapore cabinate di tipo tranviario, per la maggior parte bidirezionali.
A partire dal 1908, con l'assorbimento della TPBC da parte della SIFT, il materiale rotabile fu utilizzato indifferentemente su tutte le linee sociali: il parco rotabili SIFT consisteva di 37 locomotive, 68 carrozze passeggeri e 337 carri merci (di cui 73 di proprietà di varie società).
Sulla linea fu inoltre impiegata, con scarsi risultati, un'automotrice costruita dagli stabilimenti Romeo & C. su licenza Deutsche Werke Kiel.